# 포르투갈의 재외공관 목록

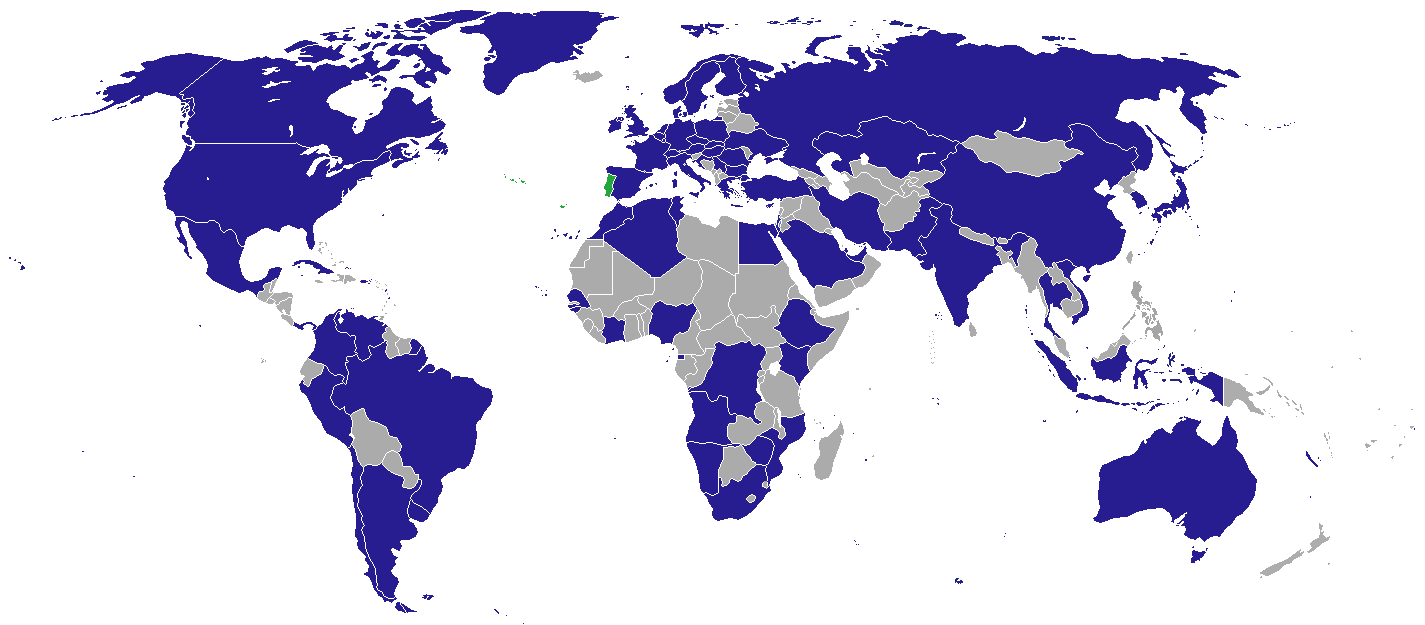
포르투갈의 재외공관

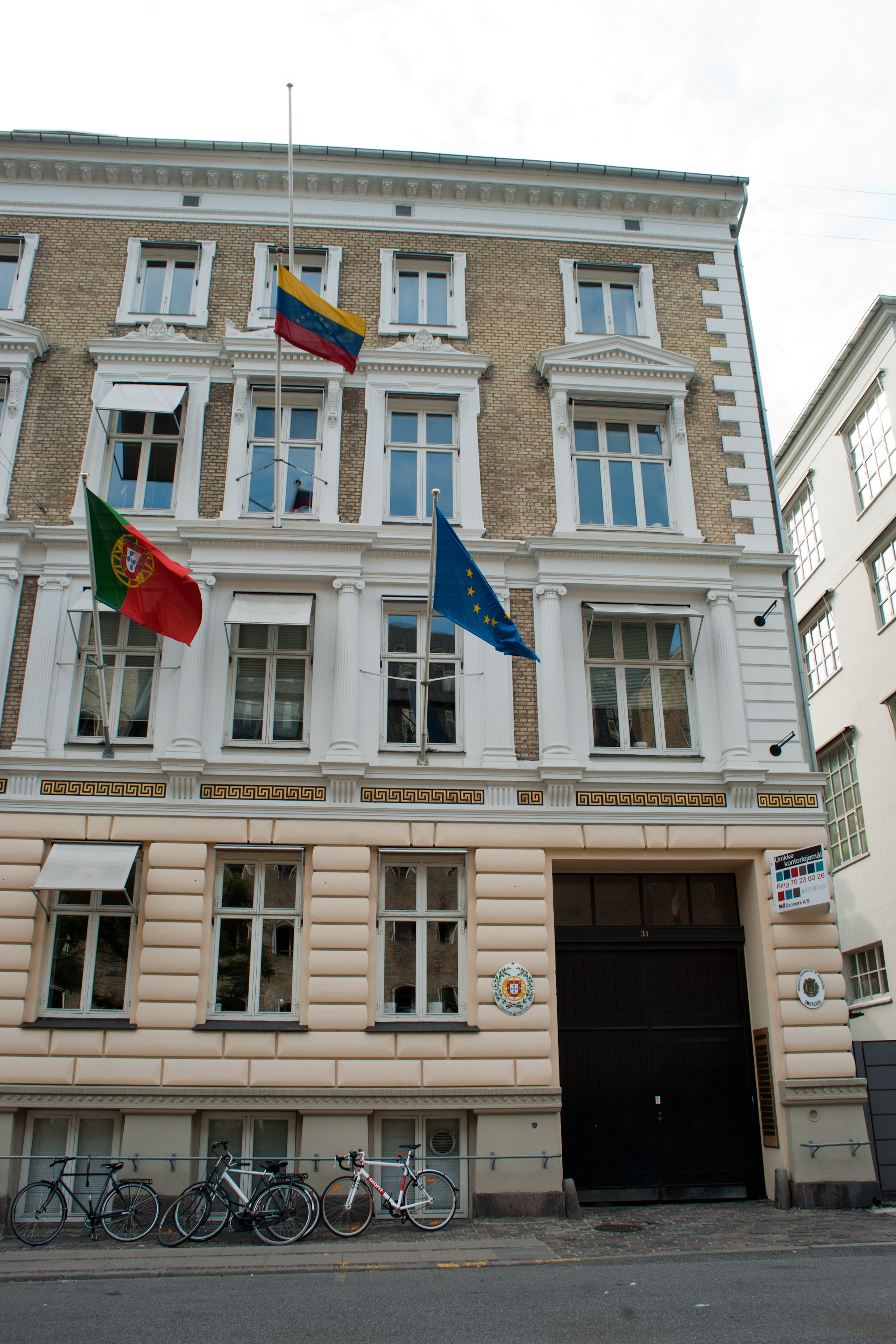
코펜하겐 주재 포르투갈 대사관

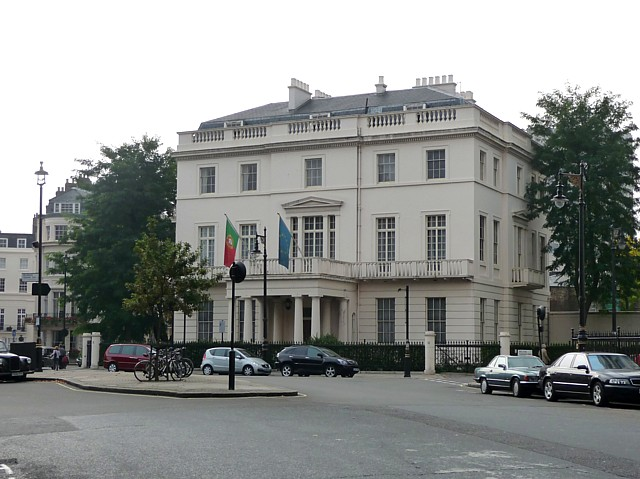
런던 주재 포르투갈 대사관

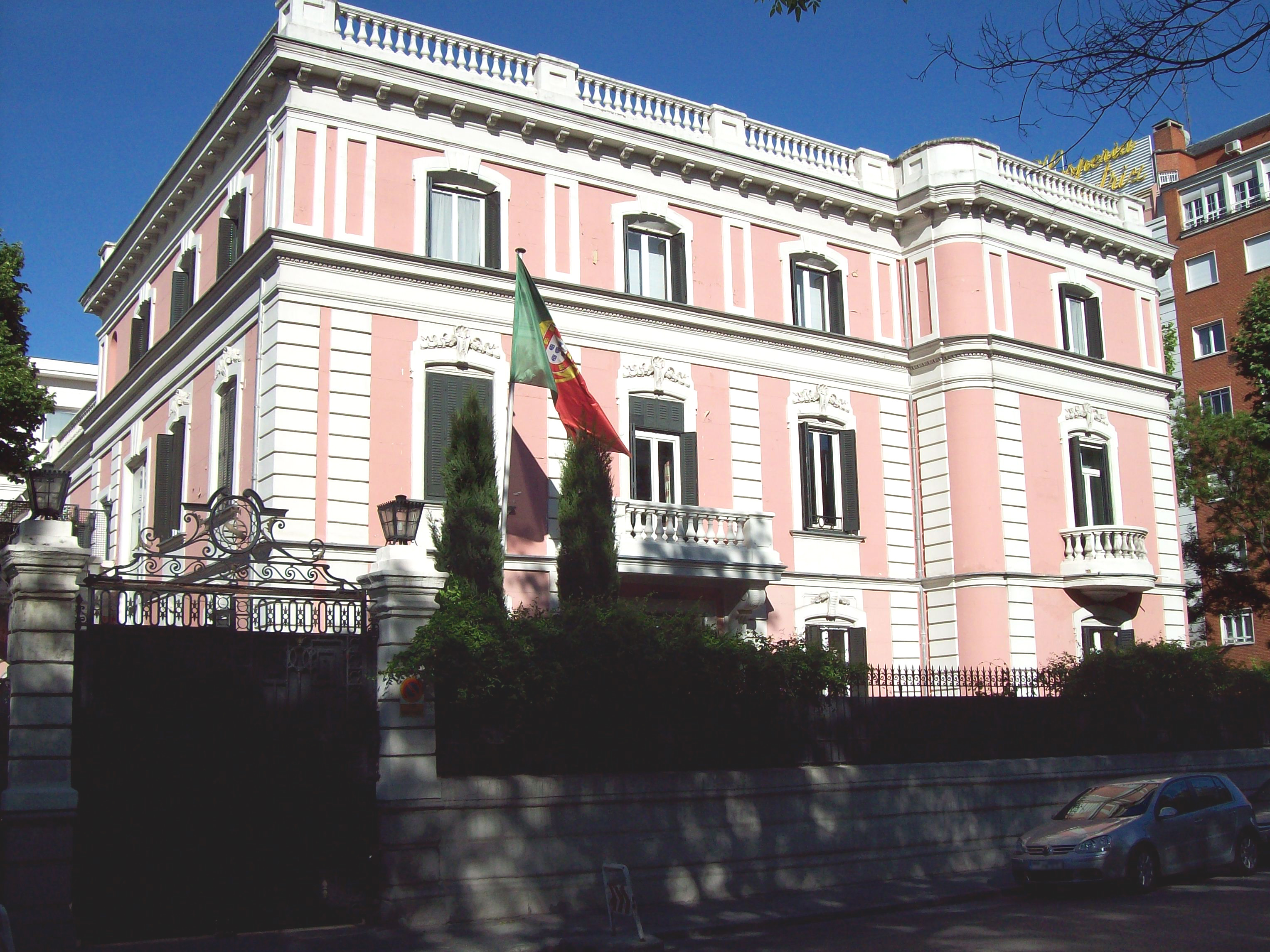
마드리드 주재 포르투갈 대사관

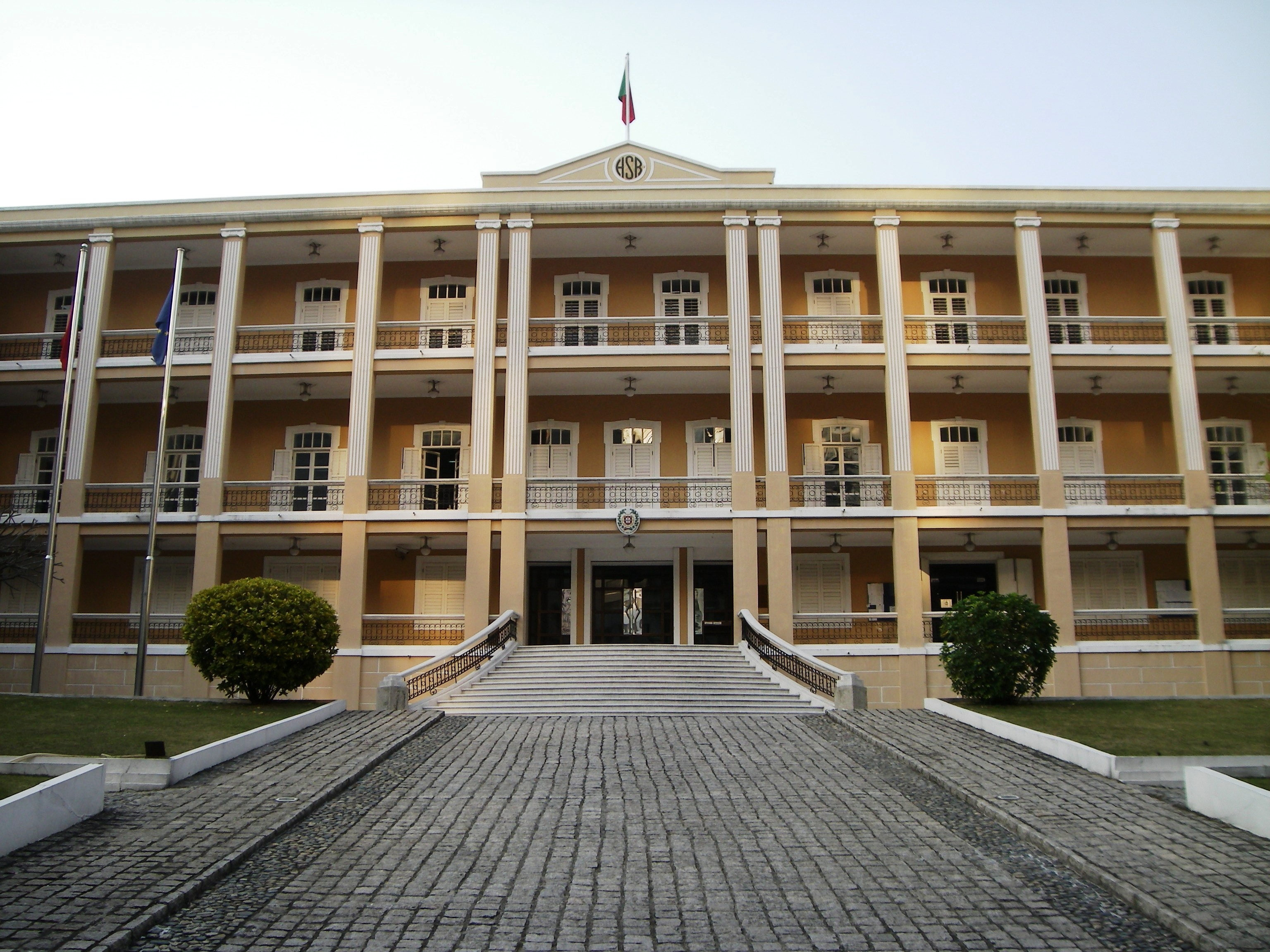
마카오 주재 포르투갈 총영사관

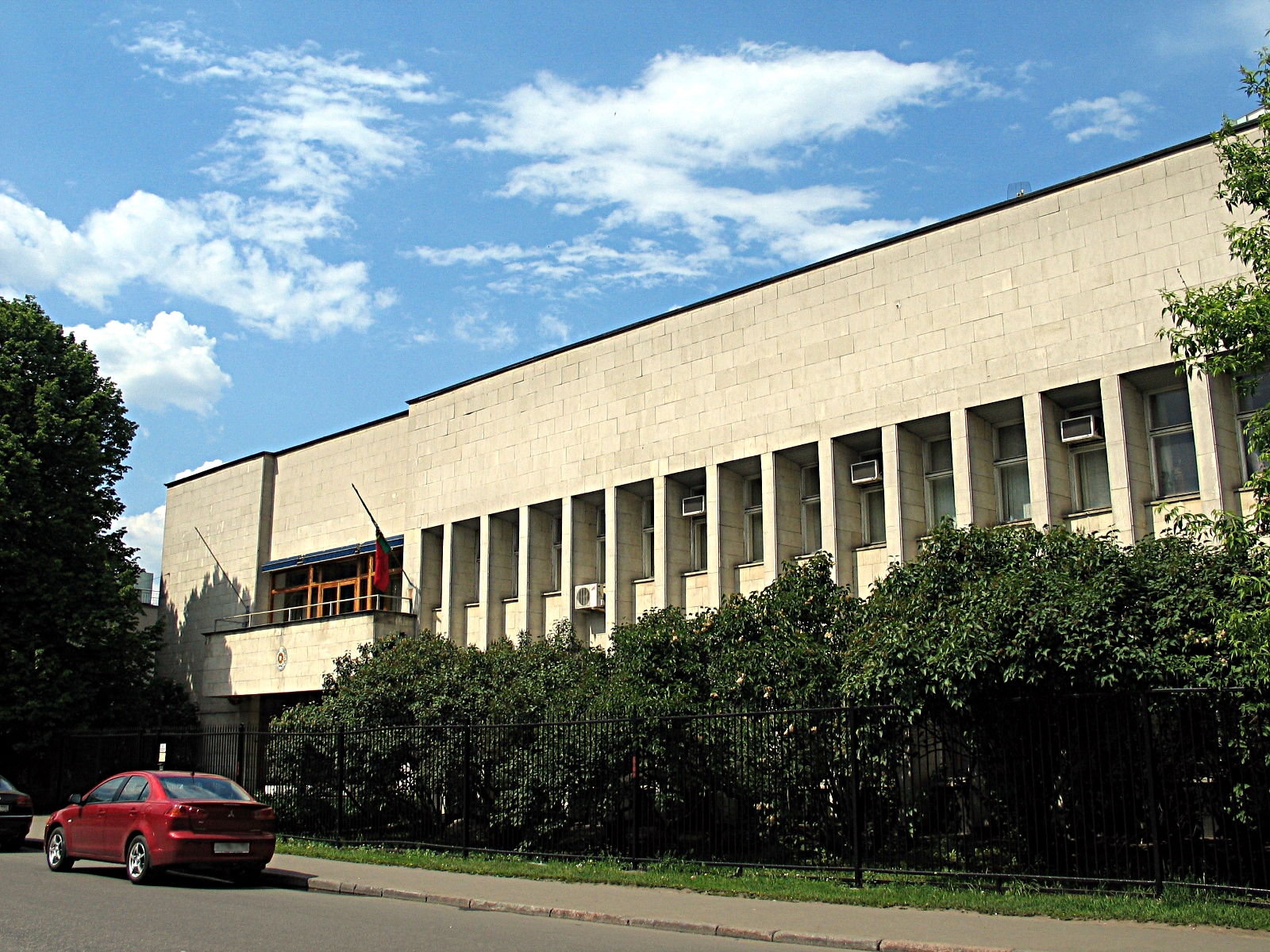
모스크바 주재 포르투갈 대사관

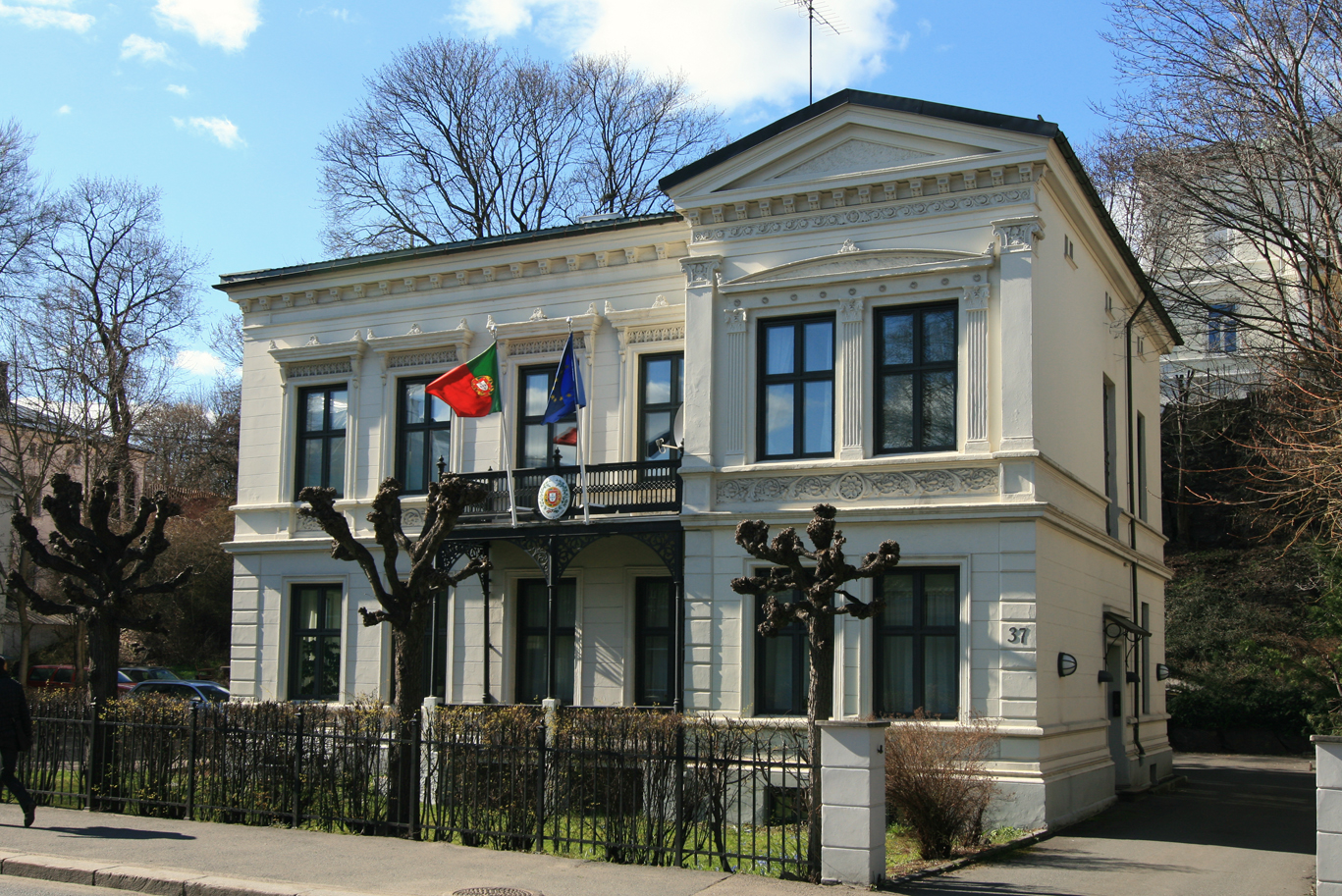
오슬로 주재 포르투갈 대사관

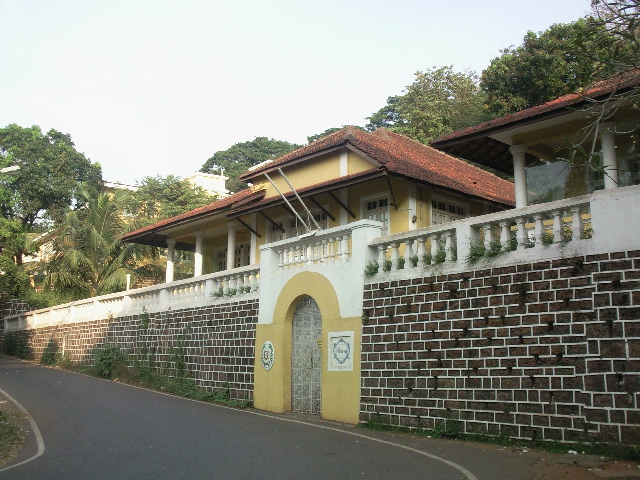
파나지 주재 포르투갈 총영사관

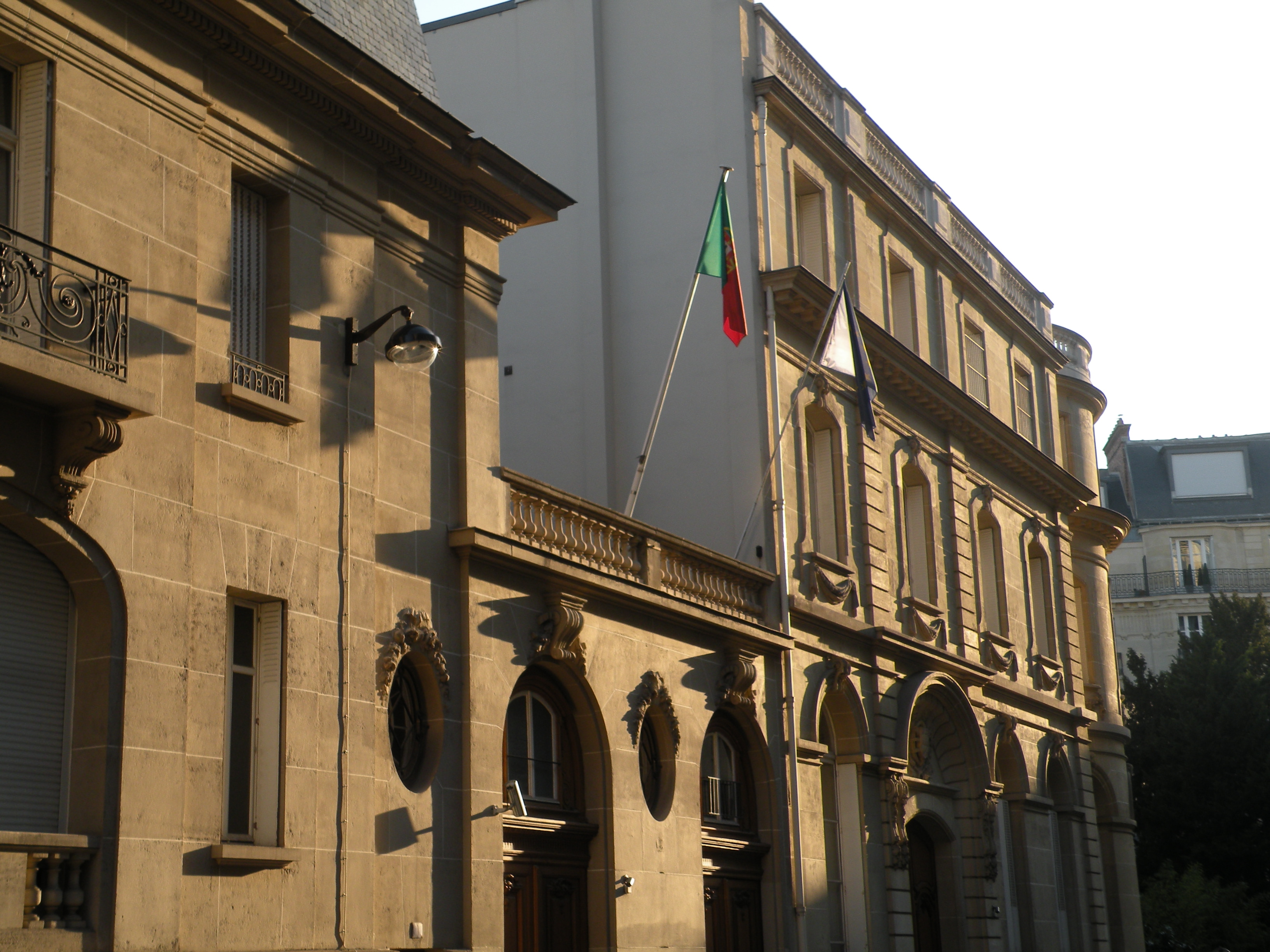
파리 주재 포르투갈 대사관

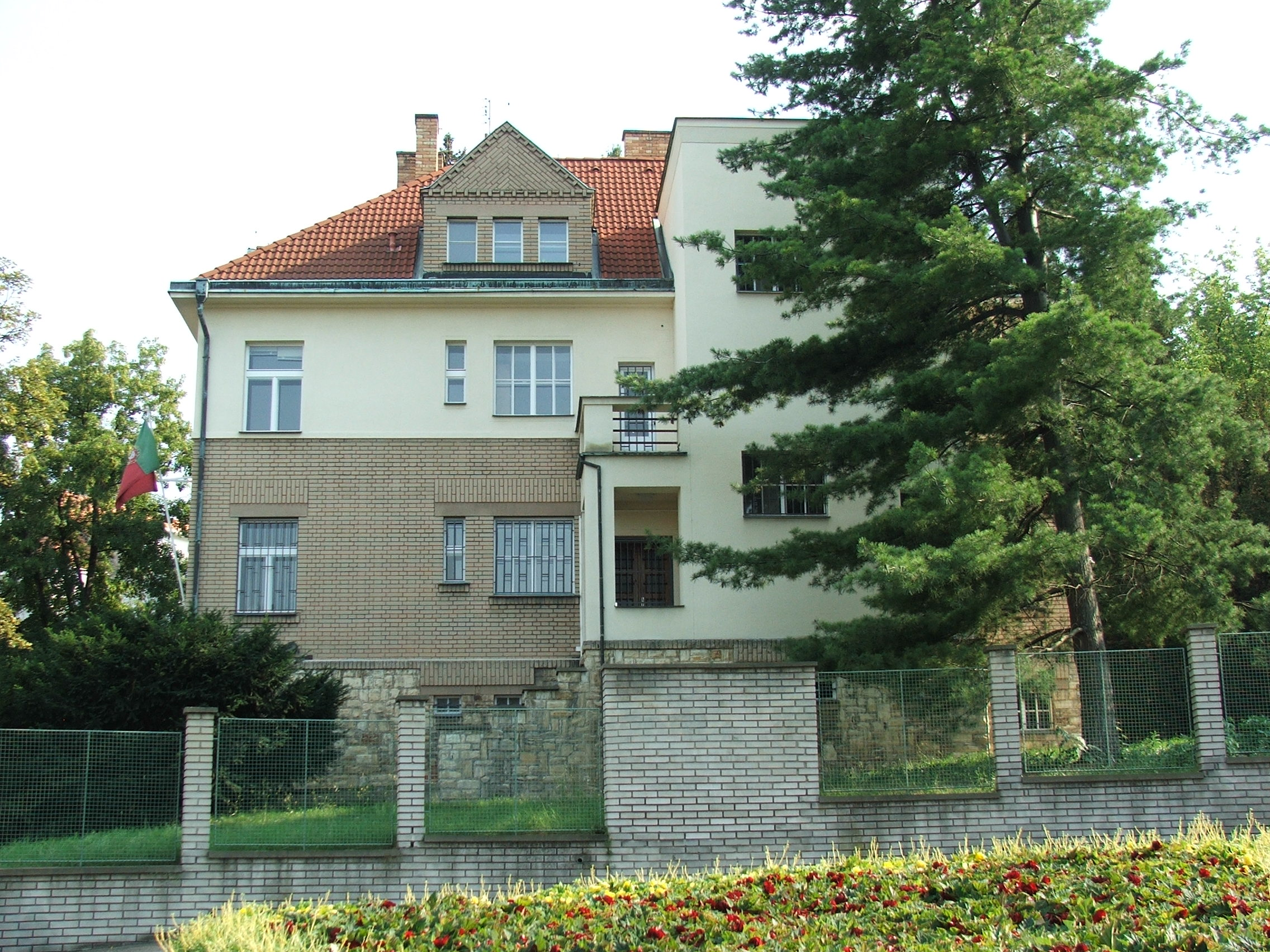
프라하 주재 포르투갈 대사관

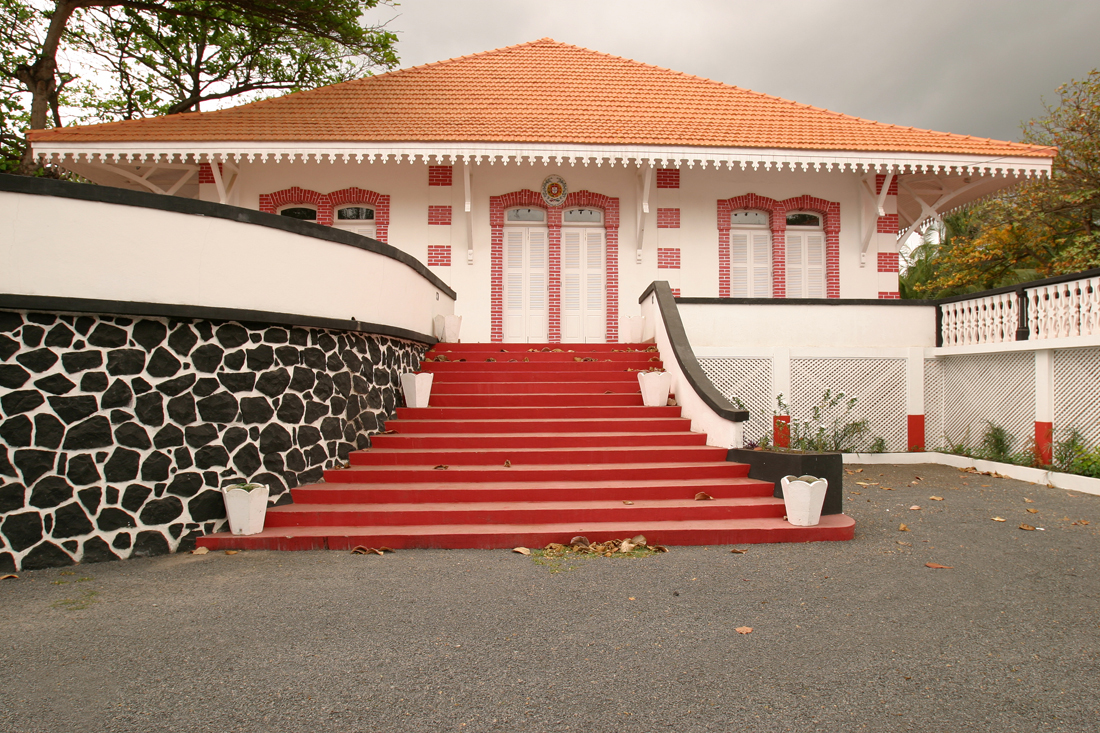
상투메 주재 포르투갈 대사관

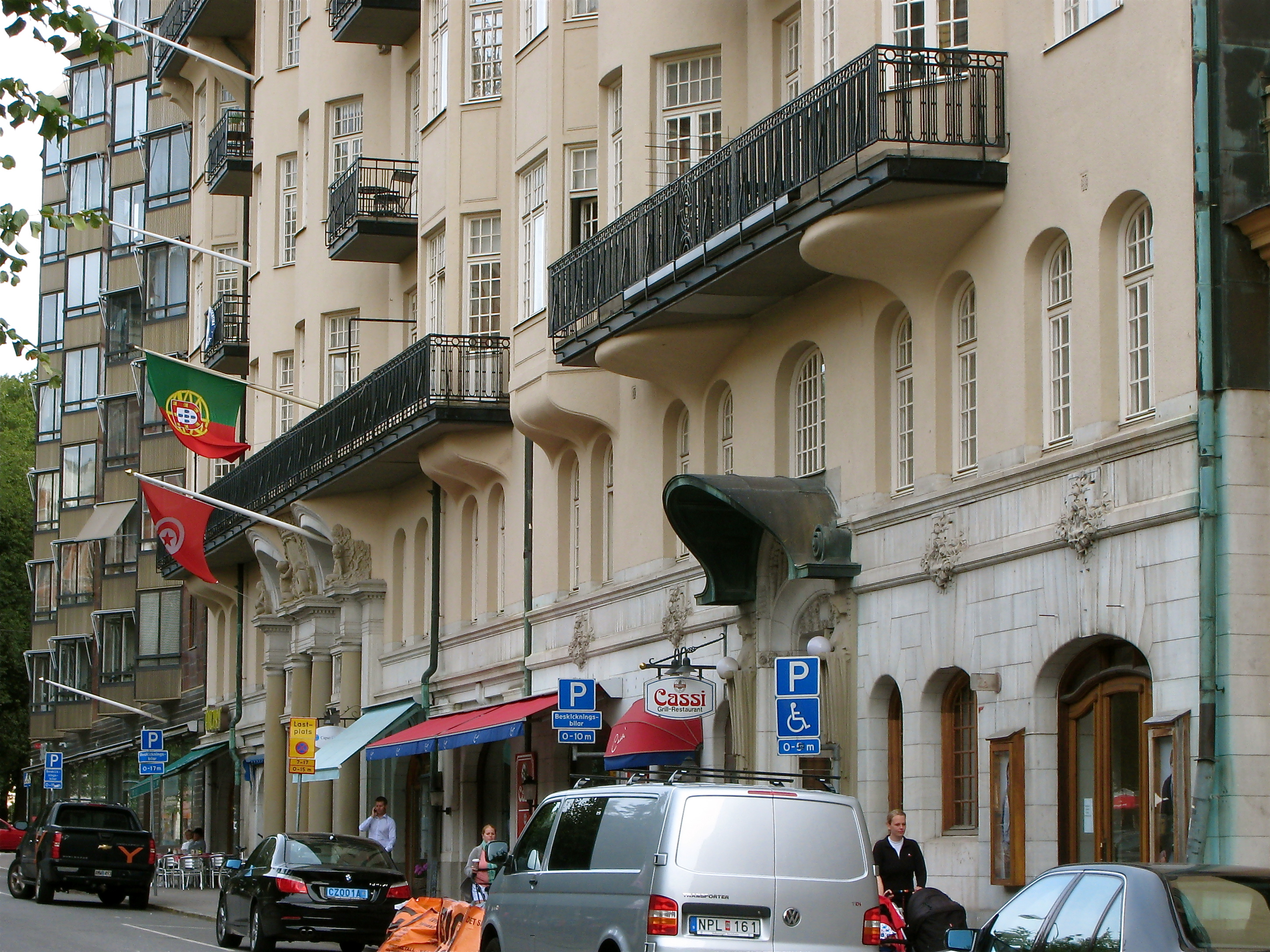
스톡홀름 주재 포르투갈 대사관

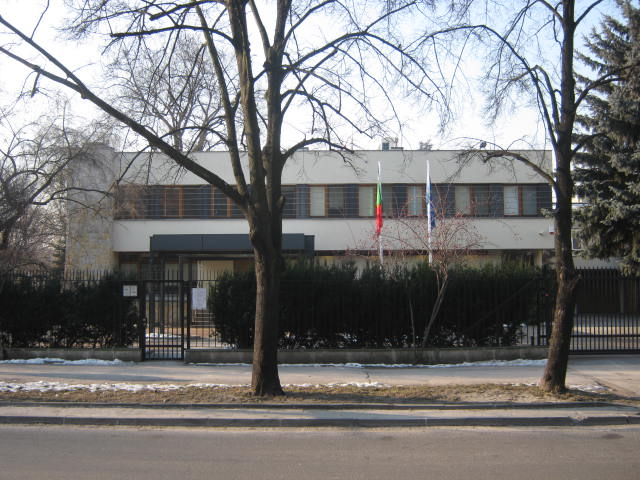
바르샤바 주재 포르투갈 대사관

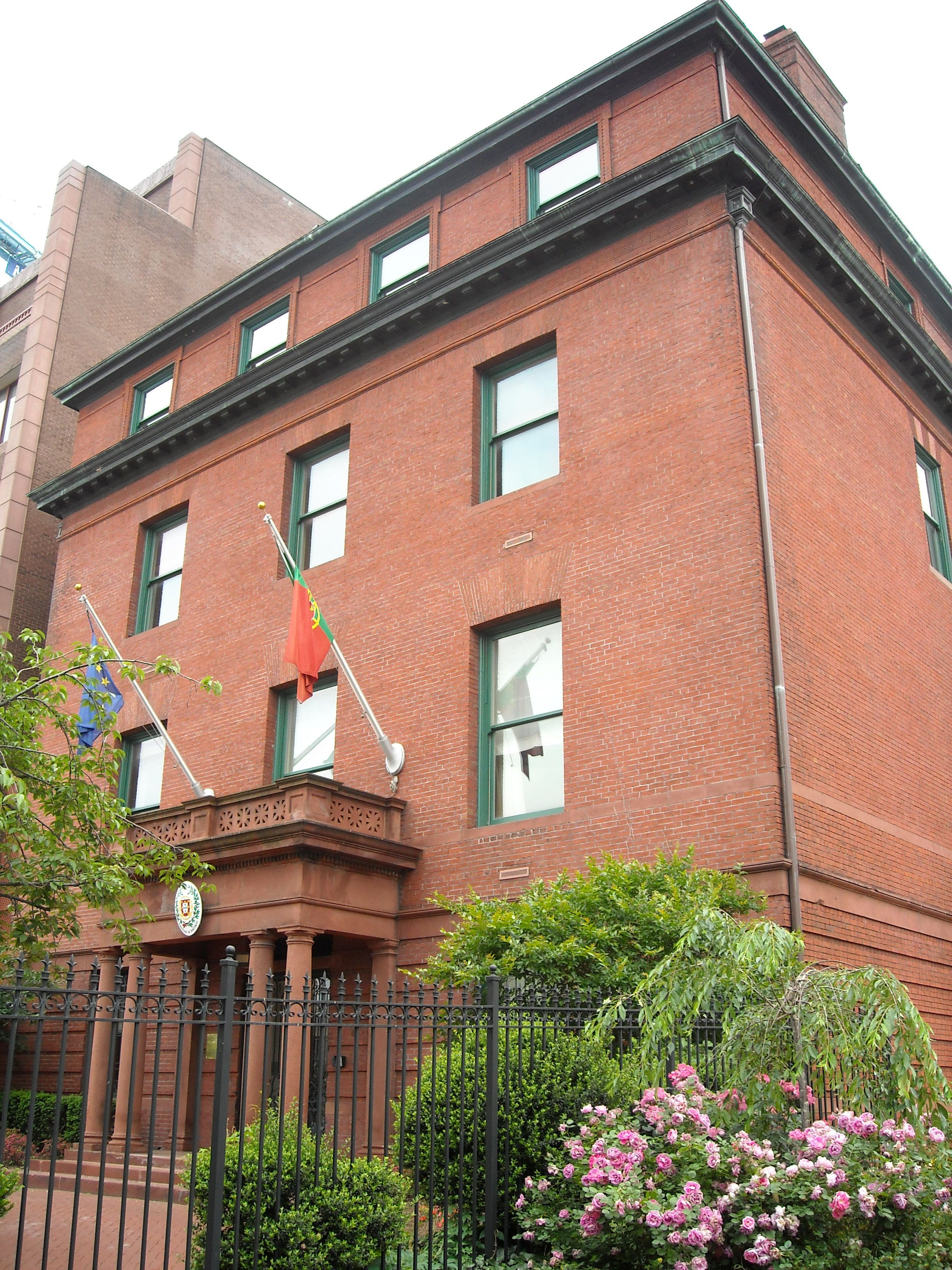
워싱턴 D.C. 주재 포르투갈 대사관

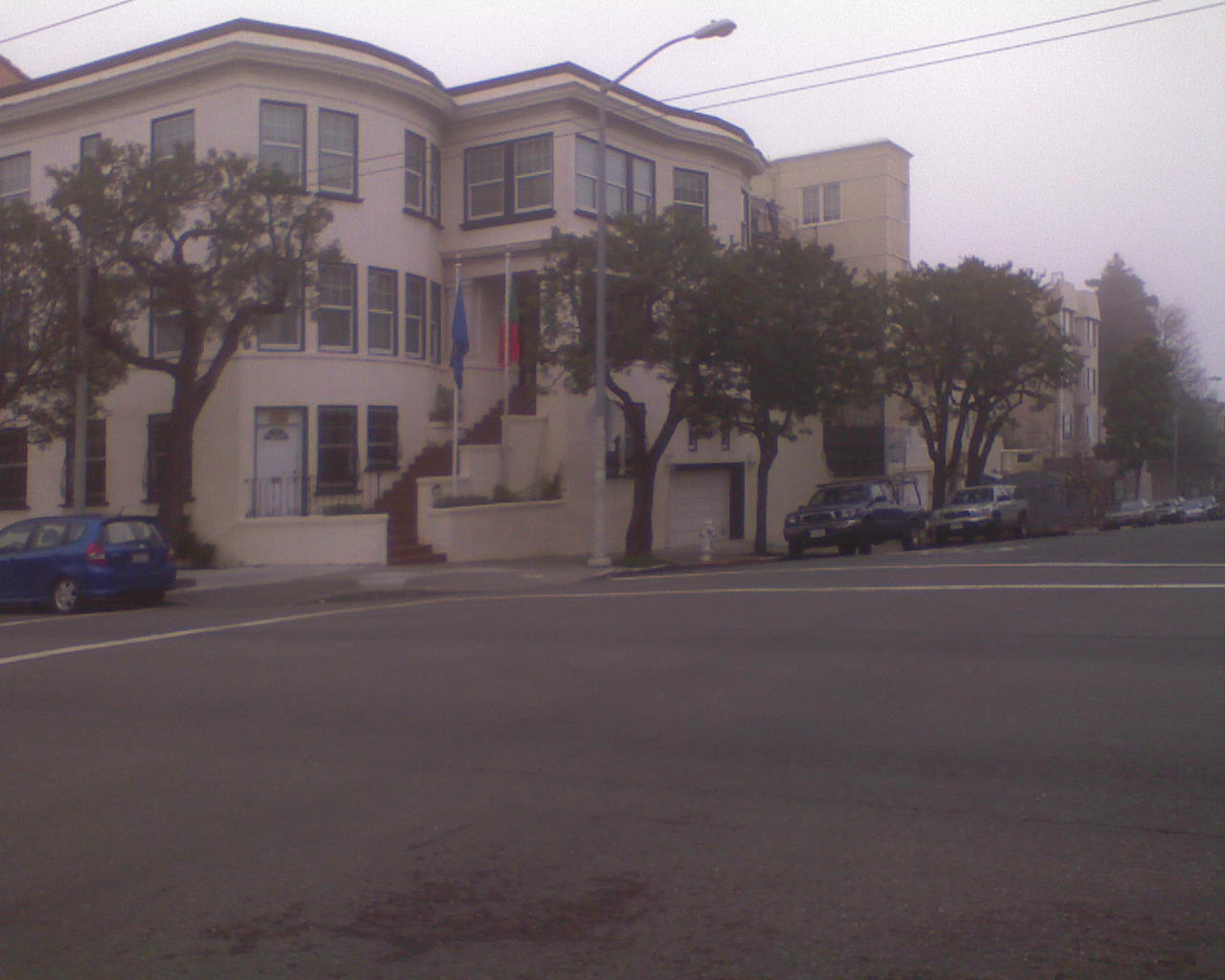
샌프란시스코 주재 포르투갈 총영사관

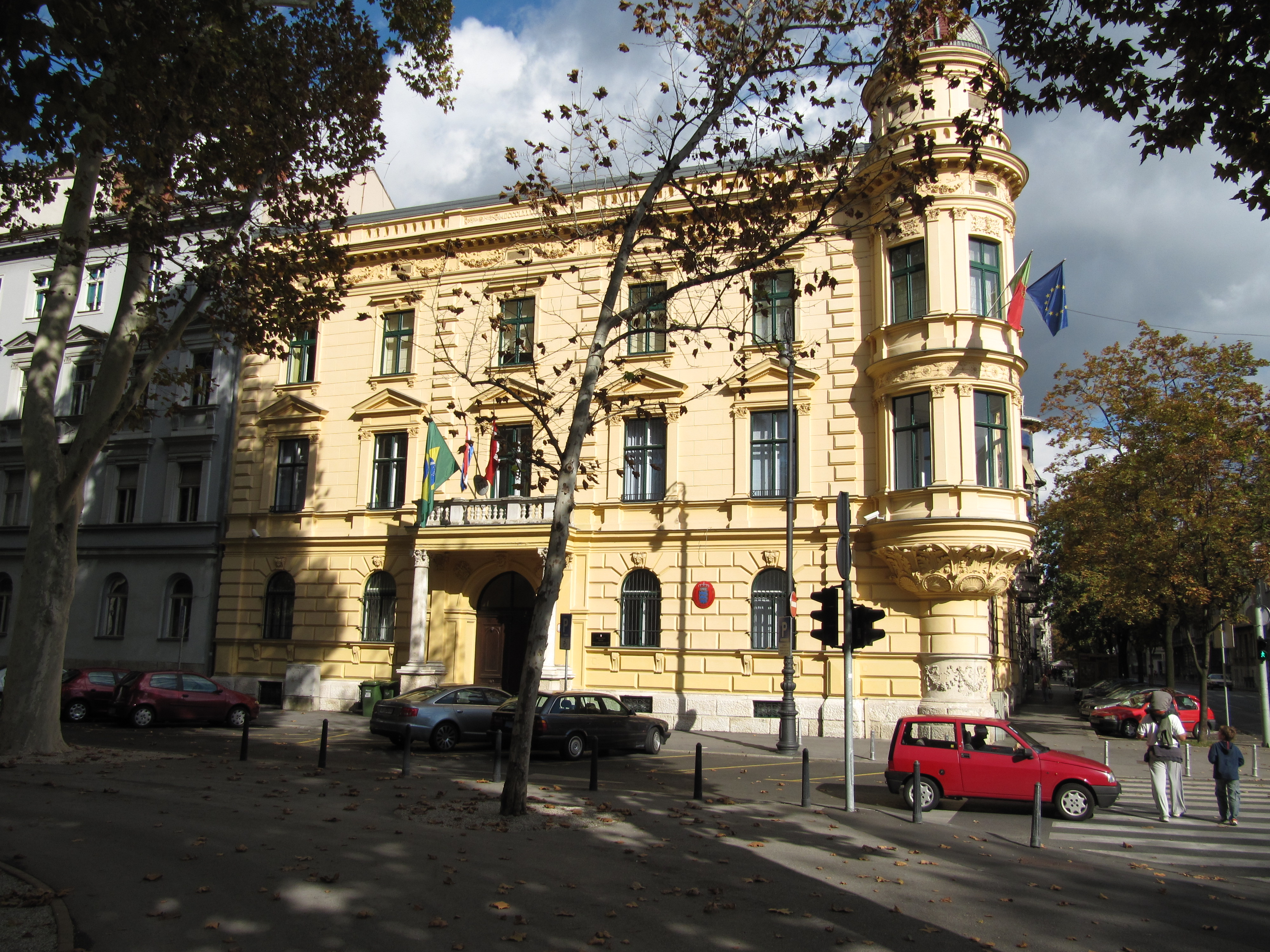
자그레브 주재 포르투갈 대사관

포르투갈의 재외공관 목록은 포르투갈 주재 대사관을 각국에 상주시켜 놓는 것을 의미하며 포르투갈의 재외공관을 나열한 목록이다.

## 아프리카
- 알제리
  - 알제 (대사관)
- 앙골라
  - 루안다 (대사관), 벵겔라 (총영사관)
- 카보베르데
  - 프라이아 (대사관)
- 콩고 민주 공화국
  - 킨샤사 (대사관)
- 이집트
  - 카이로 (대사관)
- 에티오피아
  - 아디스아바바 (대사관)
- 기니비사우
  - 비사우 (대사관)
- 리비아
  - 트리폴리 (대사관)
- 모로코
  - 라바트 (대사관)
- 모잠비크
  - 마푸투 (대사관), 베이라 (총영사관)
- 나미비아
  - 빈트후크 (대사관)
- 나이지리아
  - 아부자 (대사관)
- 상투메 프린시페
  - 상투메 (대사관)
- 세네갈
  - 다카르 (대사관)
- 남아프리카 공화국
  - 프리토리아 (대사관), 케이프타운 (총영사관), 요하네스버그 (총영사관)
- 튀니지
  - 튀니스 (대사관)
- 짐바브웨
  - 하라레 (대사관)

## 아메리카
- 아르헨티나
  - 부에노스아이레스 (대사관)
- 브라질
  - 브라질리아 (대사관), 리우데자네이루 (총영사관), 사우바도르 (총영사관), 상파울루 (총영사관), 벨렝 (영사관), 벨루오리존치 (영사관), 쿠리치바 (영사관), 포르투알레그리 (영사관), 헤시피 (영사관), 산투스 (영사관)
- 캐나다
  - 오타와 (대사관), 몬트리올 (총영사관), 토론토 (총영사관), 밴쿠버 (총영사관)
- 칠레
  - 산티아고 (대사관)
- 콜롬비아
  - 보고타 (대사관)
- 쿠바
  - 아바나 (대사관)
- 멕시코
  - 멕시코시티 (대사관)
- 페루
  - 리마 (대사관)
- 미국
  - 워싱턴 D.C. (대사관), 보스턴 (총영사관), 뉴욕 (총영사관), 뉴어크 (총영사관), 샌프란시스코 (총영사관), 뉴베드퍼드 (영사관), 프로비던스 (영사관)
- 우루과이
  - 몬테비데오 (대사관)
- 베네수엘라
  - 카라카스 (대사관), 발렌시아 (총영사관)

## 아시아
- 아제르바이잔
  - 바쿠 (대사관)
- 중화인민공화국
  - 베이징시 (대사관), 마카오 (총영사관), 상하이시 (총영사관)
- 인도
  - 뉴델리 (대사관), 파나지 (총영사관)
- 인도네시아
  - 자카르타 (대사관)
- 이란
  - 테헤란 (대사관)
- 이스라엘
  - 텔아비브 (대사관)
- 일본
  - 도쿄도 (대사관)
- 대한민국
  - 서울특별시 (대사관)
- 카타르
  - 도하 (대사관)
- 사우디아라비아
  - 리야드 (대사관)
- 싱가포르
  - 싱가포르 (대사관)
- 태국
  - 방콕 (대사관)
- 동티모르
  - 딜리 (대사관)
- 튀르키예
  - 앙카라 (대사관)
- 아랍에미리트
  - 아부다비 (대사관)

## 유럽
- 오스트리아
  - 빈 (대사관)
- 벨기에
  - 브뤼셀 (대사관)
- 불가리아
  - 소피아 (대사관)
- 크로아티아
  - 자그레브 (대사관)
- 키프로스
  - 니코시아 (대사관)
- 체코
  - 프라하 (대사관)
- 덴마크
  - 코펜하겐 (대사관)
- 핀란드
  - 헬싱키 (대사관)
- 프랑스
  - 파리 (대사관), 보르도 (총영사관), 리옹 (총영사관), 마르세유 (총영사관), 스트라스부르 (총영사관), 툴루즈 (부영사관)
- 독일
  - 베를린 (대사관), 뒤셀도르프 (총영사관), 프랑크푸르트암마인 (총영사관), 함부르크 (총영사관), 슈투트가르트 (총영사관)
- 그리스
  - 아테네 (대사관)
- 바티칸 시국
  - 바티칸 시국 (대사관)
- 헝가리
  - 부다페스트 (대사관)
- 아일랜드
  - 더블린 (대사관)
- 이탈리아
  - 로마 (대사관)
- 룩셈부르크
  - 룩셈부르크 시 (대사관)
- 몰타
  - 발레타 (대사관)
- 네덜란드
  - 헤이그 (대사관)
- 노르웨이
  - 오슬로 (대사관)
- 폴란드
  - 바르샤바 (대사관)
- 루마니아
  - 부쿠레슈티 (대사관)
- 러시아
  - 모스크바 (대사관)
- 세르비아
  - 베오그라드 (대사관)
- 슬로바키아
  - 브라티슬라바 (대사관)
- 스페인
  - 마드리드 (대사관), 바르셀로나 (총영사관), 세비야 (총영사관), 비고 (영사관)
- 스웨덴
  - 스톡홀름 (대사관)
- 스위스
  - 베른 (대사관), 제네바 (총영사관), 취리히 (총영사관)
- 우크라이나
  - 키예프 (대사관)
- 영국
  - 런던 (대사관), 맨체스터 (총영사관)

## 오세아니아
- 오스트레일리아
  - 캔버라 (대사관), 시드니 (총영사관)

## 대표부
- EU, NATO 포르투갈 정부 대표부 : 브뤼셀
- UN 포르투갈 정부 대표부 : 뉴욕, 제네바
- UNESCO, OECD 포르투갈 정부 대표부 : 파리
- 유럽 평의회 포르투갈 정부 대표부 : 스트라스부르
- 유럽 안보 협력 기구 포르투갈 정부 대표부 : 빈